# Trnitá
Trnitá (německy Dörnrössel) je městská čtvrť jihovýchodně od centra statutárního města Brna. Její katastrální území má rozlohu 1,90 km². Současnou čtvrť tvoří území několika vesnických předměstí, které byly v roce 1850 připojeny k Brnu. Většina Trnité je od 24. listopadu 1990 součástí samosprávné městské části Brno-střed, menší část spadá do městské části Brno-jih. Žije zde přibližně 4100 obyvatel.

## Sousedící katastrální území
Trnitá hraničí na západě se Starým Brnem, na severozápadě s Městem Brnem, na severu se Zábrdovicemi, na východě s Židenicemi a Černovicemi, na jihu s Komárovem, a na jihozápadě se Štýřicemi.

## Původ názvu a charakteristika čtvrti
Trnitá, jejíž název je odvozen od názvu někdejší osady, tvořené stejnojmennou ulicí, jejíž celá obytná zástavba za socialismu zchátrala a v průběhu 90. let 20. století a po roce 2000 byla i zbořena, má výrazně městský charakter, v minulosti poznamenaný rozvojem průmyslu, a především v dobách komunismu necitlivým budováním silničních komunikací, a zanedbáváním údržby a oprav domů. Obytná zástavba čtvrti se v současnosti soustřeďuje především v okolí ulic Křenové a Mlýnské. Čtvrtí protéká od severu k jihu Ponávka. Vedle firmy Šmeral Brno a.s. se ve čtvrti nachází původní areál textilní továrny Mosilana, budovy několika po sametové revoluci zkrachovalých firem, ale i mnoho malých obchodů, obchodní dům Tesco a obchodní galerie Vaňkovka. Západní část čtvrti má dosud zanedbaný rozvoj s téměř nulovou zástavbou. Právě tato oblast v současnosti tvoří hlavní rozvojovou zónu Brna, v níž má v souvislosti s plánovaným přesunem brněnského hlavního železničního nádraží vyrůst nová moderní zástavba. Její podobu blíže určila developerská společnost Crestyl na konci roku 2019. Podle ní by měl být dokončen v roce 2024.

## Obyvatelstvo
| 1961   | 1970  | 1980  | 1991  | 2001  | 2011  | 2021  |
| ------ | ----- | ----- | ----- | ----- | ----- | ----- |
| 12 863 | 7 811 | 5 449 | 3 783 | 3 467 | 4 141 | 4 429 |

## Doprava
Důležité dopravní tepny představují ulice Opuštěná, Zvonařka, Úzká, Plotní, Dornych, Koliště a Křenová. Zejména v ulicích Zvonařka a Plotní se však často vytvářejí dopravní zácpy. Dopravní spojení s ostatními částmi Brna zajišťuje Dopravní podnik města Brna prostřednictvím tramvajových linek: 8, 9, 10, 12, autobusových linek: 40, 44, 47, 48, 49, 51, 60, 61, 63, 67, 76, 77, 79, 84, trolejbusových linek: 31, 33, a nočních autobusových linek: 94, 95, 96, 98. Na jihozápadě čtvrti se naproti Vaňkovky nachází areál brněnského ústředního autobusového nádraží, z něhož vyjíždějí autobusy spojující Brno s městy, obcemi a městysy nejen v Česku, ale i v zahraničí. Jižně od něj se při současné hranici s Komárovem nachází areál Rosického železničního nádraží, kde má vzniknout nové hlavní nádraží.

## Historický přehled
V dnešních hranicích vzniklo katastrální území Trnitá až koncem 60. let 20. století v souvislosti s reambulací katastrálních map Brna. Původně katastr Trnité vůbec nezasahoval k řece Svitavě, na západě zasahoval na pravý břeh Svratky, na jihu zasahoval hluboko do moderního katastru Komárova a ze severu do něho zasahoval klín bývalého katastrálního území Křenová. Zahrnoval tak vedle vlastní Trnité a severu a severozápadu dnešního Komárova, i severovýchod dnešních Štýřic a okrajovou severní část Horních Heršpic. Na takto vymezeném katastru existovala hned tři samostatně spravovaná vesnická předměstí: Trnitá, Petrovská Ulice a Dornych. Až do první katastrální reformy Brna z let 1940–1941 se na současném katastru Trnité rozkládala většina původního katastru Trnité, celá katastrální území Náhon a Křenová, a části katastrálních území Nové Sady, Komárov, Černovice, Zábrdovice, Dolní a Horní Cejl, Kožená a Město Brno. Ve svých nejstarších katastrálních hranicích existovalo katastrální území Trnitá do roku 1879, kdy došlo především k menší úpravě hranice s Křenovou. Naopak k němu nepatřila území na západě katastru (tehdy součást Nových Sadů a Komárova), východě katastru se značnou částí areálu brněnských městských jatek (sem zasahovaly Černovice) a velká část území na severu s obchodním domem Tesco a ulicemi Cyrilskou, Čechyňskou, Kolištěm, Koželužskou, Křenovou, Podnásepní, Přízovou, Rumištěm, Skořepkou, Spálenou, Stavební, Svitavským nábřežím, Špitálkou, Šujanovým náměstím, Vlhkou, většinou Mlýnské ulice a nejsevernější částí Masné ulice (zde právě existovala nebo sem zasahovala výše uvedená katastrální území Dolní a Horní Cejl, Kožená, Křenová, Město Brno, Náhon a Zábrdovice).
6. července 1850 pak byl celý původní katastr Trnité, Nové Sady a katastrální území severně od původního katastru Trnité připojena k Brnu. V letech 1854–1856 bylo u jižního konce ulice Trnitá vybudováno Rosické nádraží, od něhož pak byla v letech 1868–1870 vybudována spojka k hlavnímu nádraží, vedená po vysokém náspu (z něj se v důsledku nedávného vybudování obchodního centra Vaňkovka zachovala jen nepatrná část). Roku 1864 byla mezi touto spojkou a ulicí Trnitá založena zprvu malá továrna Vaňkovka. V letech 1883–1886 došlo k vybudování Vlárské tratě. Vybudování výše zmíněných železničních koridorů znamenalo konec rozvoje zástavby ulice Trnitá, neboť se z ní stala slepá ulice. Roku 1889 byl katastr Trnité drobně rozšířen na úkor Komárova, jehož území až do roku 1940 rozdělil na dvě územně nesouvisející části. Roku 1898 byl katastr Trnité rozšířen na úkor Černovic na východ až za levý břeh řeky Svitavy, kde část hranice nově rozšířené Trnité a zároveň Brna vytvořila pozdější ulice Elišky Krásnohorské. Především na připojeném území byl konce 19. století vybudován areál městských jatek a na levobřežní části připojeného území vznikla v letech 1912–1913 transformovna, v níž dnes sídlí Archiv města Brna. Roku 1900 byl pro změnu katastr Trnité drobně zmenšen ve prospěch Komárova severně od Jeneweinovy ulice, když zde byla hranice přesunuta do koryta Svitavského náhonu. Roku 1905 došlo k další úpravě hranice Trnité a Komárova v dnešní Konopné ulici, kdy hranice procházející do té doby parcelou dnešního domu Konopná 12, byla posunuta na východní hranici této parcely, takže nadále vedla mezi domy Konopná 12 a Konopná 10. Severně od domu Konopná 12 došlo při této změně hranice dále k jejímu napřímení. Roku 1906 pak došlo k dalšímu rozšíření Trnité a Brna jižně od původního areálu městských jatek.
Při vzniku Velkého Brna, 16. dubna 1919, pak byly k Brnu připojeny i části moderního katastru Trnité, které i nadále náležely k Černovicím (nejjižnější část Masné ulice s okolím) a ke Komárovu. Při první katastrální reformě z let 1940–1941 došlo ke značným změnám hranic katastru Trnité, při kterých byl její katastr rozšířen o celé katastrální území Náhon a většinu katastru Křenové, přičemž byla severní hranice posunuta do linie vedoucí ulicemi Křenová – Čechyňská a odsud dále na východ Mlýnskou ulicí. Trnitá zde naopak ztratila část svého území ve prospěch Zábrdovic. Ke změnám došlo i na jihozápadě, kde posunem hranice na levý břeh Svratky došlo k územní výměně mezi Trnitou a Komárovem. Na jihu pak došlo k úpravě hranic Trnité a Komárova, při níž, posunem hranice do linie ulic Komárovská – Spěšná a odsud krátce na sever ulicí Dornych, ztratila Trnitá část území ve prospěch Komárova a navíc se Komárovu vrátila celá oblast, o níž přišel ve prospěch Trnité a Brna roku 1889, čímž byl Komárov opětovně sloučen. Došlo rovněž k územní výměně mezi Trnitou a Černovicemi, při níž se Černovicím vrátily všechny nemovitosti na levém břehu řeky Svitavy (včetně výše zmíněné budovy dnešního Archivu města Brna) a nová hranice procházela po pravém břehu; současně však Trnitá získala od Černovic přibližně stejně velké území na jihu. Roku 1941 zároveň Trnitá ztratila ve prospěch Nových Sadů malé části dnešních parcel 849/1 a 849/5.

## Galerie

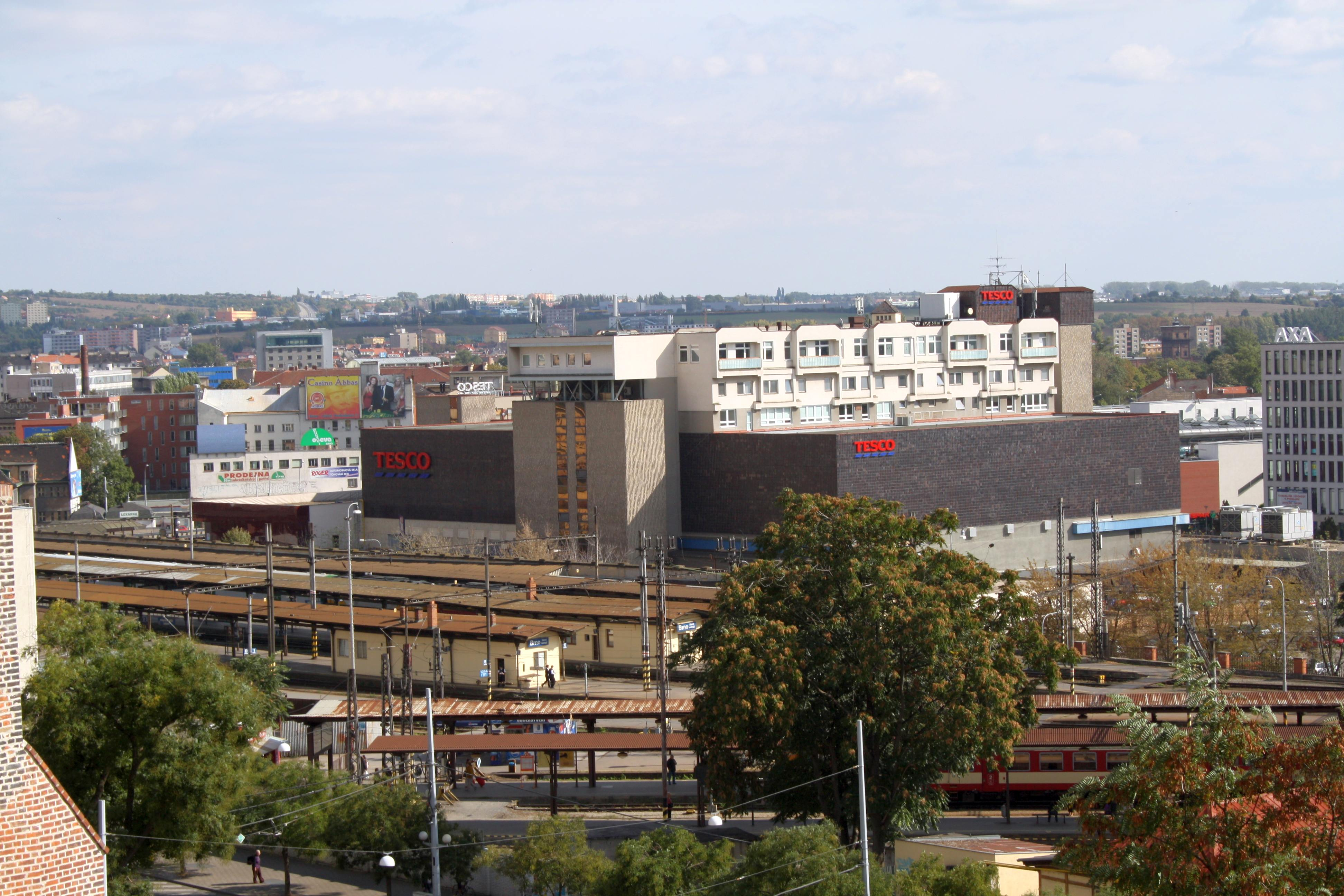
Budova společnosti TESCO (dnes již po demolici)
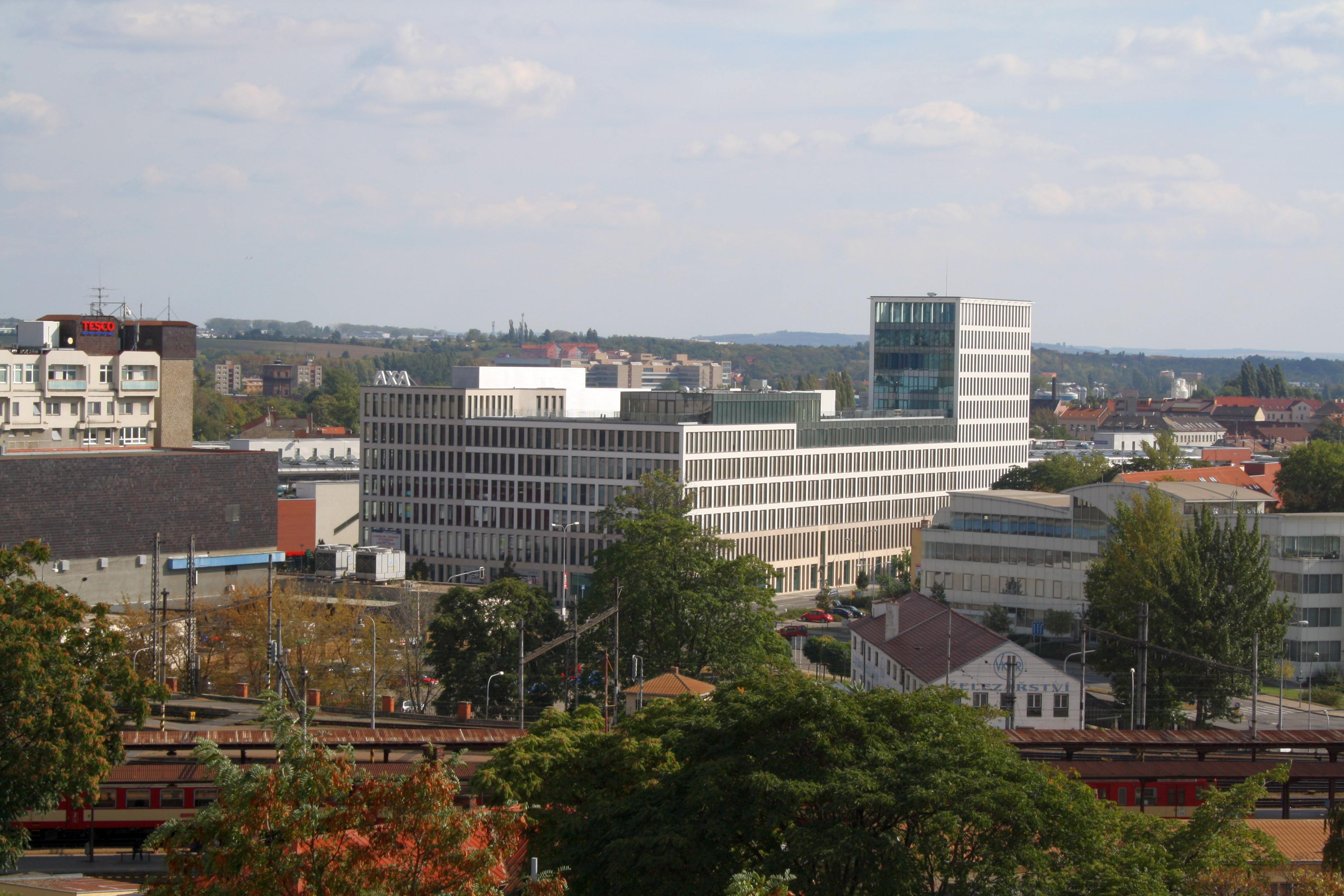
Budova Triniti Office Centre
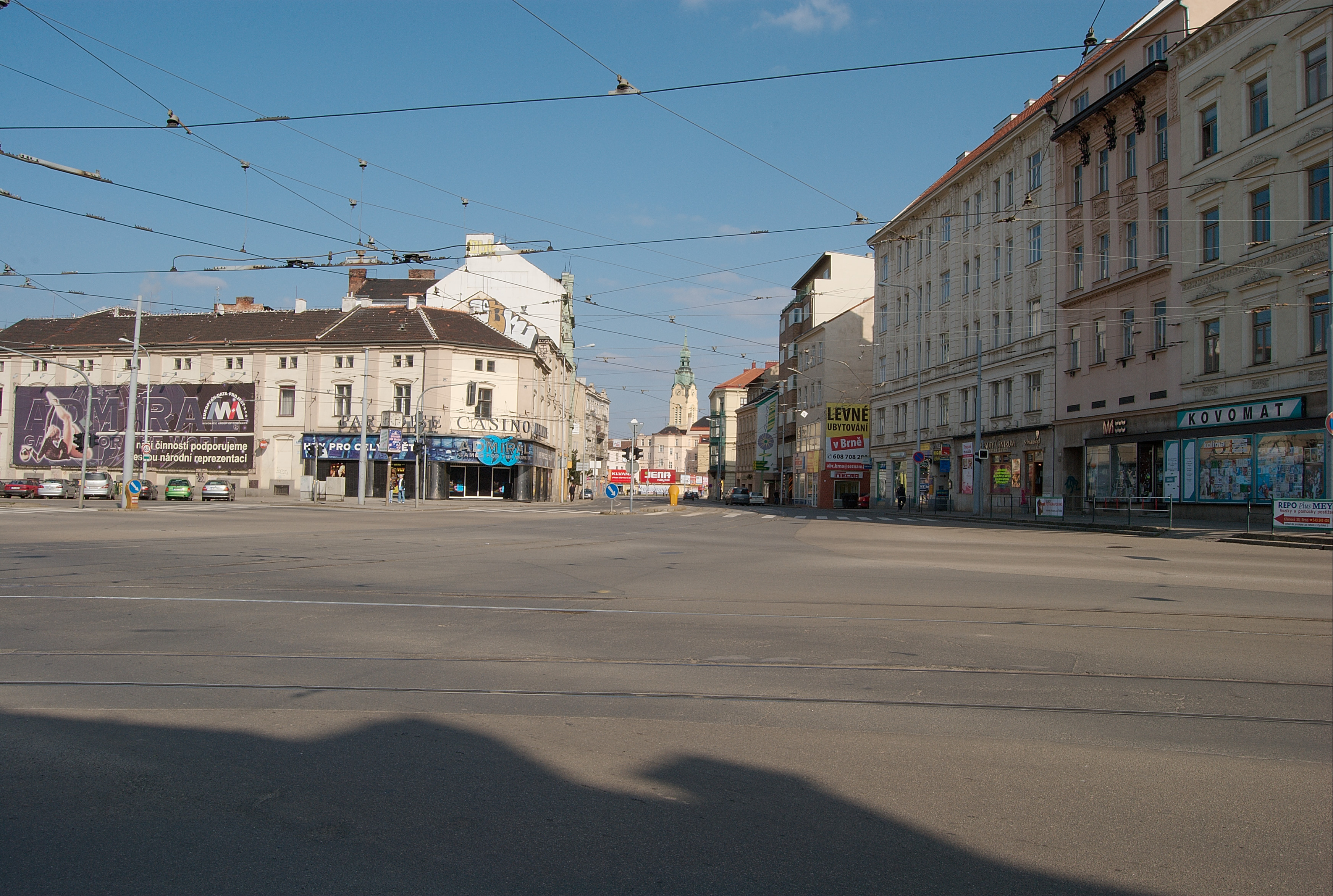
Ulice Křenová od západu
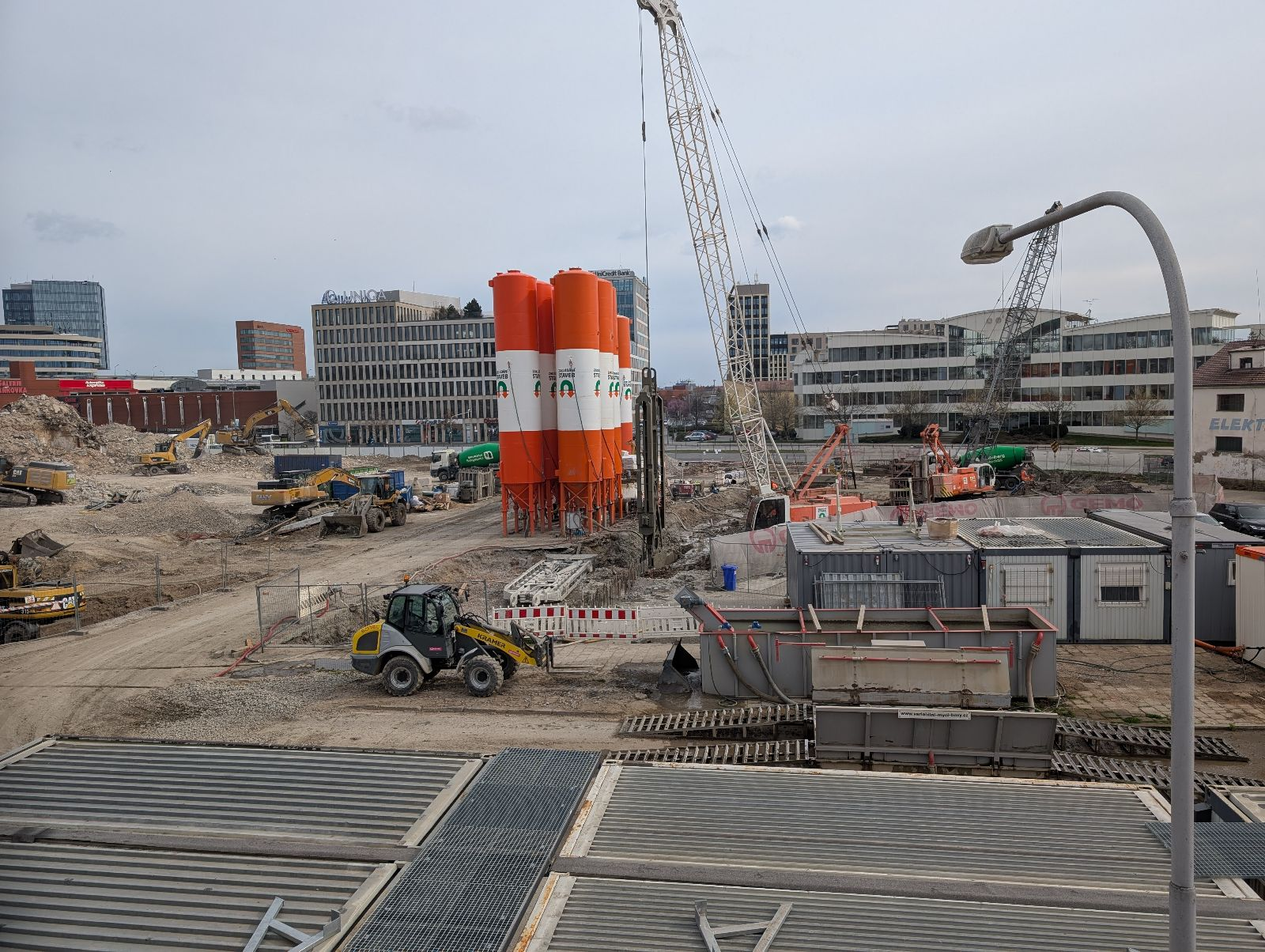
Nová výstavba po zboření budovy TESCO, bývalého Prioru
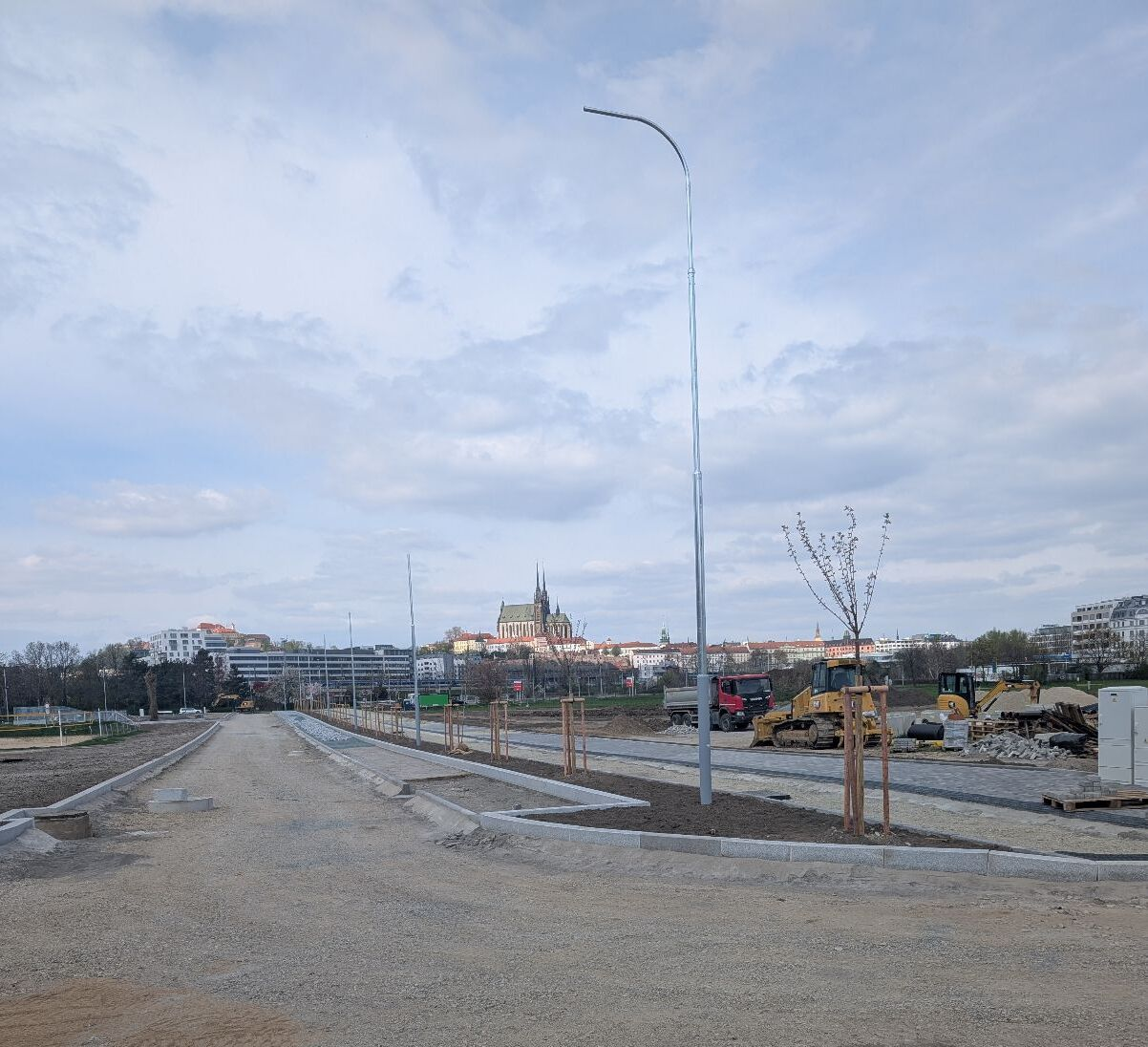
Prodloužení Uhelné k budoucímu novému nádraží